# Man Enters the Cosmos
Man Enters the Cosmos (en español, Hombre entra al cosmos) es una escultura de bronce realizada por Henry Moore, situada frente al lago Míchigan, junto al Planetario Adler en el parque Museum Campus, en el centro de la ciudad de Chicago, Illinois, Estados Unidos. El planetario, que está considerado Hito Histórico Nacional y se encuentra inscrito en el Registro Nacional de Lugares Históricos, se localiza en un área comunitaria en la zona sur de Chicago. 
La escultura de Moore es un reloj de sol ecuatorial funcional creado en 1980 que mide alrededor de 3,96 m (13 pies). El reloj de sol solía estar localizado a unos cuantos metros dentro de la plaza del Planetario, pero ahora tiene su lugar apuntando directamente hacia el lago. El trabajo es una copia tardía de una composición creada inicialmente en los años 60 para las oficinas del periódico The Times, en el Printing House Square en Londres, y que, de acuerdo con la Fundación Henry Moore, se titula Sundial 1965-66 .

## Detalles

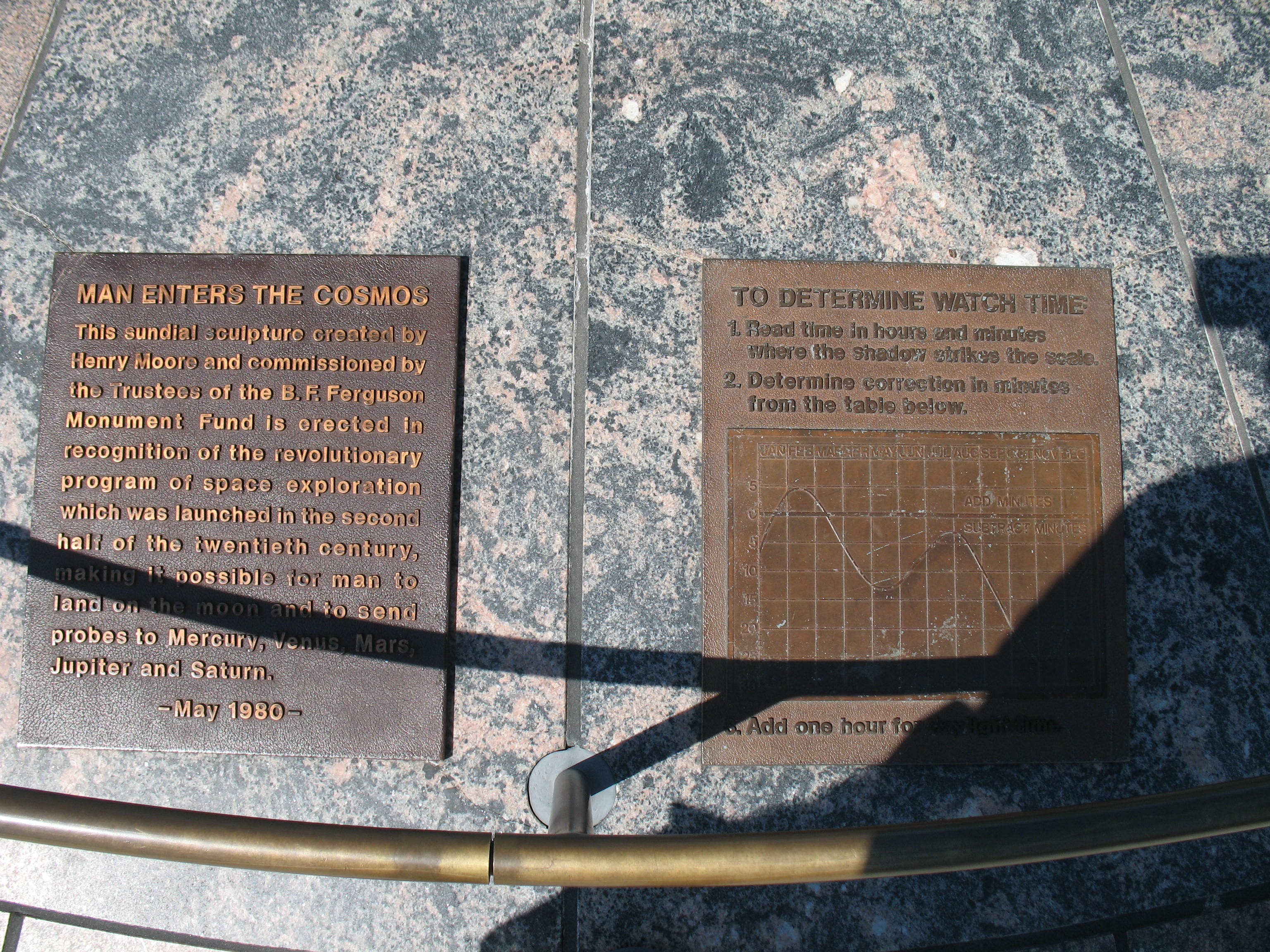
Las placas que explican cómo leer el reloj

El reloj de sol tiene dos placas en su base. La de la izquierda es una placa conmemorativa que menciona al beneficiario y el propósito de la escultura. La organización beneficiaria es la fundación de monumentos de B.F. Ferguson, a la cual se le encargaron diversas obras de arte en todo Chicago. La mayoría de los trabajos que se les fueron encargados, como por ejemplo Fountain of the Great Lakes, están resguardados en el Instituto de Arte de Chicago, o en el parque Grant. El propósito de la comisión era reconocer el programa de exploración espacial. La placa de la derecha es una ecuación de tiempo que sirve para corregir las diferencias de tiempo causadas por la oblicuidad de la eclíptica y la excentricidad orbital. A pesar de corregir la precisión del reloj con esta información adicional, la ecuación no corrige los cambios por el horario de verano.
Como la mayor parte de los trabajos de Moore después de 1954, la técnica utilizada en esta escultura fue modelado, en lugar de tallado directo. Está compuesta por dos semicírculos de bronce que apuntan diagonalmente hacia arriba, colocados perpendicularmente el uno sobre el otro. También cuenta con una vara de bronce delgada que se extiende entre las dos puntas de uno de los semicírculos y que sirve como el gnomon (indicador). El reloj de sol ecuatorial de cuerda de arco deriva su nombre de la apariencia que tiene la sombra que proyecta el gnomon. La sombra de la vara se proyecta dentro del semicírculo interno, que sirve de marcador para indicar el momento del día donde hay suficiente luz para producir sombras.

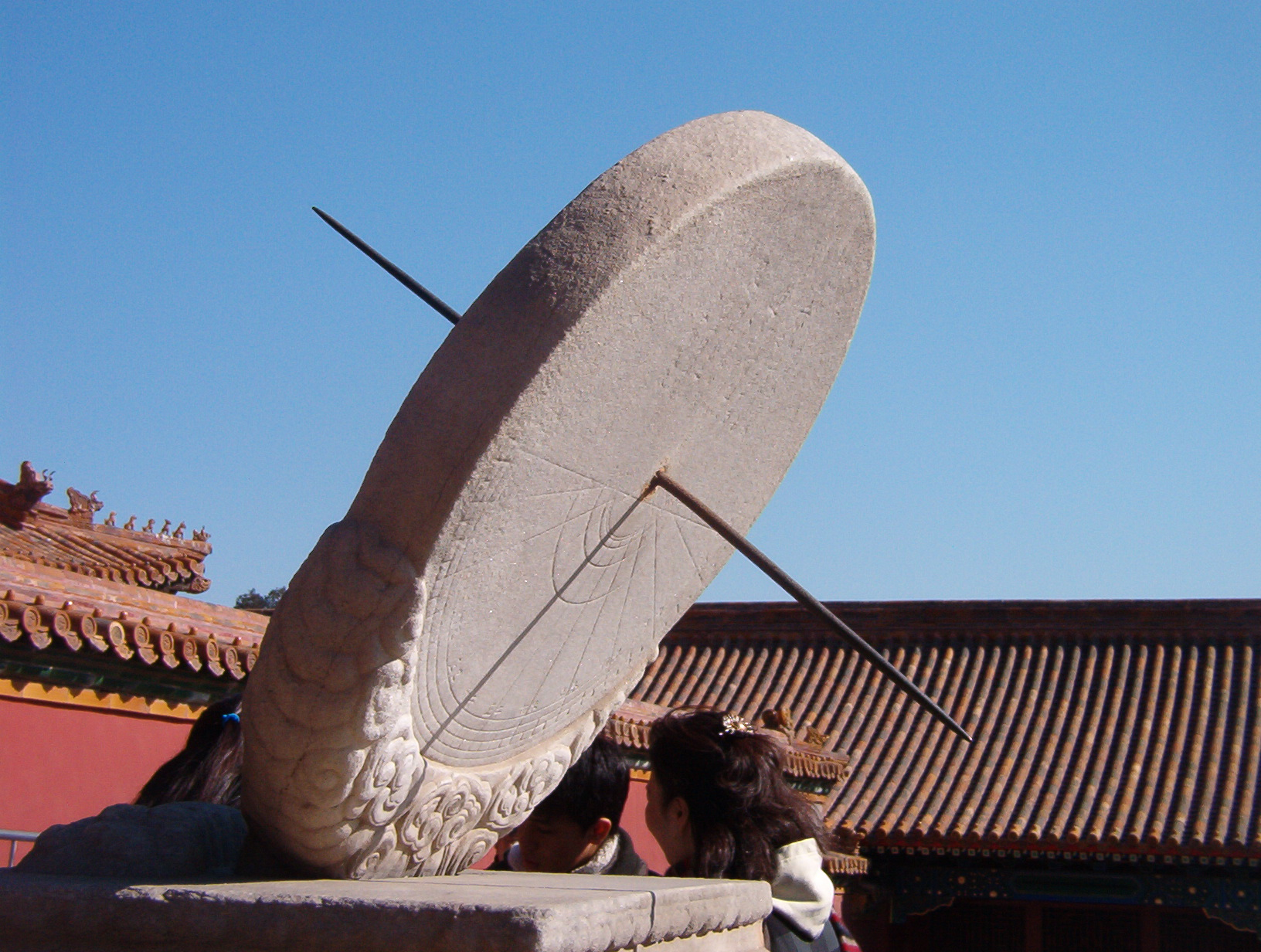
Reloj de sol ecuatorial sin modificaciones en Beijing

A lo largo del año, diferentes secciones de la vara sirven como manecilla, la cual es parte del gnomon que indica la hora al mostrar su sombra en el marcador. En el solsticio de verano, cuando el Sol está en su punto máximo (más allá del plano ecuatorial), la manecilla está más cercana a la parte superior de la vara, mientras que en el solsticio de invierno, cuando el Sol está en su punto más bajo, está más cercana a la parte inferior. En los equinoccios, cuando el Sol está en el plano ecuatorial, la manecilla está exactamente en el centro de la vara. La manecilla del reloj de sol ecuatorial es paralela al eje de rotación de la Tierra.
Este tipo de relojes de sol son conocidos como ecuatoriales, debido a que el plano del marcador es paralelo al plano ecuatorial de la Tierra. Dos ejemplos primarios de relojes de sol ecuatoriales modificados son: los ecuatoriales cuerda de arco y los armiliares. Ambos pueden ser leídos todo el año sobre la misma superficie, sin importar que el Sol esté arriba o abajo del plano ecuatorial.
Entre 1997 y 1999, el Planetario Adler añadió una terraza a la arquitectura original de 1930. Cuando lo hizo, las carreteras fueron modificadas y el reloj de sol fue transportado a su ubicación actual. El acto fue realizado por contratistas del Planetario Adler en dos fases. Primero, la escultura fue removida y guardada en una bodega para hacer espacio para la carretera. Fue reubicada hasta después de que la nueva carretera fue construida y la antigua reemplazada por un sendero peatonal. Ahora, una vuelta en U se extiende a través de la antigua ubicación del reloj, que está ubicado en el sendero peatonal que reemplazó a la antigua carretera, que recorría los alrededores del planetario. La nueva ubicación y la vuelta en U pueden ser vistas en el mapa del parque Museum Campus. Esta construcción fue contemporánea al proyecto de 100 millones de dólares por la reconfiguración del tráfico alrededor del parque Museum Campus, mismo que causó que Lake Shore Drive (en castellano, carretera de la costa del lago) fuera trasladado durante la mitad de los años 90.

## Moore en Chicago
Cuando Moore vivía, se enorgullecía de ver sus esculturas al aire libre. Una vez dijo que hubiera preferido ver sus esculturas en cualquier paisaje abierto que en el más bello de los edificios que conocía. Incluyendo esta, Moore tiene un total de cuatro esculturas públicas en las calles de Chicago que están listadas en el Sistema de Registro de Información del Instituto Smithsoniano (SIRIS, por su nombre en inglés, Smithsonian Institution's Research Information System), todas ellas de bronce. Su obra Nuclear Energy está situada en la Universidad de Chicago, en donde tuvo lugar el primer reactor nuclear del mundo, Chicago Pile-1, el cual se encuentra en el Registro Nacional de Lugares Históricos y está listado como Hito Histórico Nacional, así como Hito de Chicago. Otras obras de Moore en Chicago son Large Interior Form, que se encuentra en el jardín norte del Instituto de Arte de Chicago, y Reclining Figure, préstamo otorgado a la Universidad de Chicago que se localiza en el patio del centro artístico Cochrane-Woods (Cochrane-Woods Art Center). La fundación Henry Moore enlista muchos otros trabajos en Chicago en el Instituto de Arte de Chicago y el Smart Museum.